# Catranîc
Catranîc è un comune della Moldavia situato nel distretto di Fălești di 1.397 abitanti al censimento del 2004